# Pyramide von Saujet el-Meitin
Die Pyramide von Saujet el-Meitin gehört zusammen mit den Pyramiden in Edfu-Süd, Elephantine, El-Kula, Ombos, Seila und Sinki zu einer Gruppe von insgesamt sieben sehr ähnlichen kleinen Stufenpyramiden, die alle fernab der großen Zentren Ägyptens errichtet wurden und über die sehr wenig bekannt ist. Sie befindet sich etwa sieben Kilometer südlich der mittelägyptischen Stadt Al-Minya. Es handelt sich um die einzige ägyptische Pyramide am östlichen Nilufer. Sie wurde 1911 von dem französischen Ägyptologen Raymond Weill und später von Jean-Philippe Lauer erforscht.

## Daten
Die Pyramide hat eine quadratische Grundfläche mit einer Basislänge von 22,5 m und bestand einst aus drei oder vier Stufen. Ihre Höhe beträgt heute maximal 4,75 m, ursprünglich war sie aber wohl etwa 17 m hoch. Sie wurde aus lokalem Kalkstein errichtet und weist keinerlei Kammersystem auf. Ihre Ausrichtung erfolgte parallel zum damaligen Verlauf des Nils, d. h. ihre Westseite weicht um etwa 20° nach NW ab.

## Erbauung und Funktion
Erbauer und Funktion der Pyramide sind unbekannt. Ali Radwan hält in ihrem Fall Djoser (um 2720–2700 v. Chr.), den zweiten König der 3. Dynastie für einen möglichen Erbauer. Günter Dreyer und Werner Kaiser hingegen halten sie, ebenso wie die anderen oben genannten Pyramiden für ein zusammenhängendes Bauprojekt von Pharao Huni, dem letzten Herrscher der 3. Dynastie. Andrzej Ćwiek sieht dies ähnlich, vermutet als Bauherrn allerdings Hunis Nachfolger Snofru (um 2670–2620 v. Chr.), den Begründer der 4. Dynastie. Die Spekulationen über die Funktion der Pyramiden reichen von einer Repräsentationsstätte des Königs über eine Darstellung des Urhügels oder ein Symbol der politischen und religiösen Einheit des Landes bis hin zu Kenotaphen der königlichen Gemahlinnen.